# Antonio Machado
Antonio Machado Ruiz (Sevilha, 26 de julho de 1875 – Collioure, 22 de fevereiro de 1939) foi um poeta espanhol. Pertencente ao Modernismo, Machado foi o mais jovem representante da Geração de 98.

## Biografia
Nascido Antonio Cipriano José María y Francisco de Santa Ana Machado Ruiz na capital andaluza, era filho de Antonio Machado Álvarez (1848–1893), demófilo especialista em flamenco, e de Ana Ruiz Hernández (1854–1939).
Machado foi viver para Valência a partir de novembro de 1936, fugindo de Madrid sob pressão do Governo, que queria assegurar que Machado não sofria a mesma sorte que Federico García Lorca, fuzilado em agosto desse ano em Granada. Machado e a sua família viveram na Villa Amparo, em Rocafort, um imponente chalet construído nos princípios do século XX num estilo inspirado nas villas italianas do Renascimento.
Em abril de 1938 foi convidado "peremptoriamente" pelo Governo a mudar-se para Barcelona. Pouco depois partiu para o sul de França, onde morreu num hotel de Colliure. Três dias depois, faleceu também sua mãe, que lhe acompanhara.

## Cronologia de publicações

### Poesia
- 1903 - Soledades: poesías
- 1907 - Soledades. Galerías. Otros poemas
- 1912 - Campos de Castilla
- 1917 - Páginas escogidas
- 1917 - Poesías completas
- 1917 - Poemas
- 1918 - Soledades y otras poesías
- 1919 - Soledades, galerías y otros poemas
- 1924 - Nuevas canciones
- 1928 - Poesías completas (1899-1925)
- 1933 - Poesías completas (1899-1930)
- 1933 - La tierra de Alvargonzález
- 1936 - Poesías completas
- 1937 - La guerra (1936-1937)
- 1937 - Madrid: baluarte de nuestra guerra de independencia
- 1938 - La tierra de Alvargonzález y Canciones del Alto Duero

### Prosa
- 1936 - Juan de Mairena (sentencias, donaires, apuntes y recuerdos de un profesor apócrifo)
- 1957 - Los complementarios (recompilação póstuma a cargo de Guillermo de Torre publicada em Buenos Aires por Editorial Losada).
- 1994 - Cartas a Pilar (edição de G. C. Depretis, em Madrid com Anaya-Mario Muchnik).
- 2004 - El fondo machadiano de Burgos. Los papeles de AM (edição de A. B. Ibáñez Pérez, em Burgos por la Institución Fernán González).

### Teatro
(com Manuel Machado)
- 1926 - Desdichas de la fortuna o Julianillo Valcárcel
- 1927 - Juan de Mañara
- 1928 - Las adelfas
- 1930 - La Lola se va a los puertos
- 1930 - La prima Fernanda
- 1932 - La duquesa de Benamejí
- 1932 - Teatro completo, I, Madrid, Renacimiento.
- 1947 - El hombre que murió en la guerra (homenaje en Buenos Aires)

(adaptações de clássicos, em colaboração)
- 1924 - El condenado por desconfiado, de Tirso de Molina (com José López Hernández), estreada a 2 de janeiro de 1924, no Teatro Español de Madrid, com Ricardo Calvo Agostí como protagonista principal.
- 1924 - Hernani, de Victor Hugo (com Francisco Villaespesa), estreada a 1 de janeiro de 1925, no Teatro Español de Madrid, pela companhia de María Guerrero e Fernando Díaz de Mendoza.[2]
- 1926 - La niña de plata, de Lope de Vega (com José López Hernández).

## Antonio Machado na cultura popular
É possível que as linhas mais famosas do autor sejam os seguintes dois versos de Proverbios y cantares XXIX em Campos de Castilla:
| “ | Caminante, son tus huellas el camino y nada más; Caminante, no hay camino, se hace camino al andar. Al andar se hace el camino, y al volver la vista atrás se ve la senda que nunca se ha de volver a pisar. Caminante no hay camino sino estelas en la mar. | ” |

Estes versos, no entanto, são somente algumas linhas de um poema mais longo e menos esperançoso. O cantor popular espanhol Joan Manuel Serrat interpreta esse poema em canto, o que serviu para difundir grandemente a obra de Antonio Machado. Joan Manuel Serrat adicionou alguns versos à letra musicada sobre um poeta que morre bem longe de sua terra natal.
A obra de Antonio Machado também foi seletivamente traduzida/adaptada ao idioma inglês pelo poeta escocês Don Paterson, 'The Eyes' (Editora Faber, 1999).
No filme espanhol La lengua de las mariposas, dirigido por José Luis Cuerda (1999), o protagonista Don Gregorio pede que um de seus estudantes leia o poema de Antonio Machado em voz alta na sala de aula.
No filme de Carlos Saura, cineasta espanhol, Peppermint Frappé (1967), o personagem Julian (José Luis López Vázquez) declama Machado para sua idealizada Ana (Geraldine Chaplin).